# شکارچی انسان (بازی ویدئویی)
شکارچی انسان Manhunt یک بازی مخفی کاری است که در سال 2003 توسط Rockstar North توسعه یافته و توسط Rockstar Games منتشر شده است. در نوامبر 2003 برای پلی استیشن 2 منتشر شد و به دنبال آن مایکروسافت ویندوز و ایکس باکس در آوریل 2004 منتشر شدند. داستان در شهر خیالی کارسر، بازیکنان یک زندانی محکوم به اعدام را کنترل می‌کنند که مجبور می‌شود با کشتن اعضای باند تبهکاری که برای شکار او در مقابل دوربین فرستاده شده‌اند، در یک سری فیلم‌های انفیه شرکت کند.
این بازی نقدهای مثبتی از سوی منتقدان دریافت کرد، با تمجید از لحن تیره و گیم پلی خشن آن، اگرچه طراحی مبارزه و سطح مورد انتقاد قرار گرفت. به دلیل خشونت گرافیکی، Manhunt در معرض یک جنجال قابل توجهی از بازی های ویدیویی قرار گرفت و در چندین کشور ممنوع شد. رسانه های بریتانیا نیز در قتلی نقش داشته اند، اگرچه این اتهام بعداً توسط پلیس و دادگاه رد شد. در حالی که Manhunt یک موفقیت تجاری نبود، یک فرقه اساسی ایجاد کرد و دنباله‌ای مستقل به نام Manhunt 2 را در سال 2007 دنبال کرد.

## گیم پلی
Manhunt یک بازی مخفیانه است که از منظر سوم شخص انجام می شود. این بازی شامل بیست سطح، به نام "صحنه"، و همچنین چهار صحنه جایزه بازشدنی است. بازیکنان با اعزام اعضای باند دشمن، گهگاه با اسلحه گرم، اما عمدتاً با اجرای مخفیانه آنها، از صحنه ها جان سالم به در می برند. در پایان هر صحنه، بازیکنان بر اساس عملکردشان درجه بندی می شوند و یک تا پنج ستاره به آنها تعلق می گیرد. زمانی که بازیکن در تعداد معینی از سطوح به سه یا بیشتر ستاره دست یابد، محتوای بازگشایی در دسترس قرار می گیرد. در سختی معمولی (به نام "فتیش")، بازیکنان می توانند تنها چهار ستاره کسب کنند. یکی برای تکمیل صحنه در مدت زمان معین و یک تا سه ستاره بر اساس وحشیانه اعدام های انجام شده در طول صحنه اعطا می شود. در سختی سخت (به نام "هاردکور")، بازیکنان از پنج ستاره درجه بندی می شوند. یکی برای سرعت، یک تا سه برای خشونت و یکی برای تکمیل صحنه. برای به دست آوردن حداکثر تعداد ستاره، باید تعداد معینی از اعدام های وحشیانه در طول هر صحنه انجام شود. مبارزه رو در رو به ستاره جایزه نمی دهد.
برای اجرای اعدام، بازیکنان باید از پشت به شکارچی نزدیک شوند، بدون اینکه شناسایی شوند. برای تسهیل این امر، هر صحنه پر از "نقاط تاریک" است، سایه هایی که بازیکن می تواند در آنها پنهان شود. دشمنان نمی توانند سایه ها را ببینند، مگر اینکه ببینند بازیکن واقعا وارد منطقه می شود. یک تکنیک استاندارد در بازی این است که در سایه ها پنهان شوید و به دیوار ضربه بزنید تا توجه شکارچی نزدیک را جلب کنید. هنگامی که شکارچی منطقه را بررسی کرده و در حال دور شدن است، بازیکنان به راحتی می توانند آنها را کمین کرده و اعدام کنند. بازی دارای سه سطح اجرا است که هر سطح به تدریج خشن تر و گرافیکی تر از سطح قبلی است: اعدام های "عجولانه" سریع و نه خیلی خونین، "خشن" به طور قابل توجهی وحشتناک تر، و "وحشتناک" بسیار خونین هستند. -قتل های خیس شده بازیکنان در کنترل سطحی که استفاده می کنند، هستند. هنگامی که بازیکنان بر روی دشمن قفل شدند، شبکه قفل در طول زمان تغییر رنگ می دهد تا سه سطح را نشان دهد: سفید، زرد و قرمز.
در طول بازی، بازیکنان می‌توانند از انواع مختلفی از سلاح‌ها از جمله کیسه‌های پلاستیکی، چوب‌های بیسبال، کلاغ و انواع آیتم‌های تیغه‌دار استفاده کنند. بعداً در بازی زمانی که اعدام غیرعملی می شود، سلاح گرم برای استفاده در دسترس است. اگر بازیکنان آسیب ببینند، سلامتی آنها ضعیف می شود. سلامتی را می‌توان با استفاده از مسکن‌هایی که در هر صحنه موجود است، بازیابی کرد. بازیکنان یک استقامت سنج دارند که در حین دویدن کاهش می‌یابد، اما وقتی ساکن می‌مانند به‌طور خودکار دوباره پر می‌شود. Manhunt از میکروفون اختیاری USB PlayStation 2 و ویژگی میکروفون Xbox Live در ایکس باکس در نسخه های مربوط به بازی خود استفاده می کند. هنگامی که چنین دستگاهی متصل است، بازیکنان می توانند از صدای صدای خود برای پرت کردن حواس دشمنان درون بازی استفاده کنند. این یک عنصر اضافی را به جنبه مخفی کاری بازی اضافه می کند، زیرا بازیکنان باید از ایجاد صداهایی مانند سرفه خودداری کنند، زیرا این صداها نیز می توانند توجه هر شکارچی نزدیک را به خود جلب کنند.

## خلاصه داستان

### تنظیم
داستان Manhunt در شهر خیالی Carcer City، یک شهر کمربند زنگ زده ویران شده مملو از فساد و جنایت است. در پرسه زدن در اطراف شهر، باندهای خشن متعددی وجود دارند که به دنبال یافتن و کشتن بازیکن هستند. این بازی در یک جهان مشترک با سری Grand Theft Auto تنظیم شده است.

### طرح
در سال 2003 در شهر کارسر، یک روزنامه نگار (کیت میلر) در مورد جیمز ارل کش (استیون ویلفونگ)، یک زندانی محکوم به اعدام که اخیراً با تزریق مرگبار اعدام شده است، گزارش می دهد. با این حال، کش فقط آرام بخش شد، و با صدای ناشناخته ای از خواب بیدار شد که از خود به عنوان "کارگردان" (برایان کاکس) یاد می کند، که از طریق یک گوشی به او دستور می دهد. کارگردان به کش قول آزادی خود را می دهد، اما تنها در صورتی که «شکارچیان» - اعضای باندی که برای شکار او فرستاده شده اند - را در مناطق ویژه ای در اطراف شهر کارسر که توسط دوربین مدار بسته فیلمبرداری شده است، بکشد. پول نقد ابتدا در مقابل هودها قرار می گیرد، باندی متشکل از جنایتکاران خطرناک و افسران پلیس فاسد که در یک منطقه متروکه شهر گشت می زنند. پس از از بین بردن آنها، او توسط سربروس، واحد امنیتی شخصی کارگردان، ربوده می شود که او را به قسمت دیگری از شهر کارسر می برند.
در حالی که کارگردان اعمال خود را زیر نظر دارد، کش مجبور می شود جنایتکاران بیشتری را در مکان های مختلف متروکه بکشد، با یک باند اسکین هد به نام Skinz، یک گروه شبه نظامی سادیستی به نام Wardogs، یک باند یاغی به نام Innocentz (متشکل از غیبت گرایان عمدتا اسپانیایی، Skullyz و) مواجه می شود. Babyfaces متشکل از پدوفیل ها و قاتلان با مشکلات ذهنی) و گروهی از افراد سابق پناهجویان به نام اسمایلی ها. در نهایت، کارگردان به کش خیانت می کند و پس از دستور قتل خانواده اش، سعی می کند او را نیز به قتل برساند که بخشی از اوج فیلمش است. کش از تله جان سالم به در می برد و پس از قول انتقام از کارگردان فرار می کند.
Wardogs باقیمانده، به رهبری رامیرز، دست راست کارگردان (کریس مک‌کینی)، برای دستگیری مجدد کش فرستاده می‌شوند و موفق می‌شوند او را در یک بازی موش و گربه به دام بیندازند. پول نقد غالب می شود و رامیرز و افرادش را می کشد، قبل از اینکه توسط روزنامه نگاری که از او گزارش می دهد نجات پیدا می کند و فاش می کند که کارگردان، لیونل استارک ودر، تهیه کننده سابق فیلم از لس سانتوس است که برای یک حلقه فیلم snuff تولید می کند. روزنامه نگار به اندازه کافی شواهد علیه استارک ودر به دست آورده است تا او را محکوم کند، اما به پول نقد نیاز دارد تا او را تا آپارتمانش همراهی کند تا آن را بگیرد. در همین حال، استارک ودر از رئیس پلیس فاسد گری شفر باج می‌گیرد تا افرادش را برای کشتن کش و روزنامه‌نگار بفرستد، اما آن دو موفق می‌شوند از آنها اجتناب کنند. پس از بازیابی شواهد، کش به خبرنگار می گوید که با آن شهر را ترک کند در حالی که او به دنبال استارک ودر می رود.
پول نقد که توسط پلیس و SWAT در سراسر مترو و خیابان ها تعقیب می شود، سرانجام در گوشه ای از حیاط قطار قرار می گیرد و تقریباً به طور خلاصه اعدام می شود. او توسط سربروس نجات می یابد که افسران SWAT را می کشند و کش را به عمارت استارک ودر می برند تا خودشان او را اعدام کنند. هنگامی که پیگزی (هانتر پلاتین)، یک دیوانه اره برقی که سر خوک به سر دارد، خلاص می شود، سربروس ها حواسشان پرت می شود. پول نقد فرار می کند و با پیگزی در سطوح بالای عمارت روبرو می شود. کش که قادر به مبارزه مستقیم با او نیست، قبل از اینکه او را فریب دهد تا روی توری بایستد، از حملات مخفیانه به پیگزی استفاده می‌کند که زیر وزنش فرو می‌ریزد و به کش اجازه می‌دهد اره برقی‌اش را بردارد و او را با آن تمام کند. پس از از بین بردن سربروس باقی مانده، کش در دفتر کارش با استارک ودر روبرو می شود و او را با اره برقی می کشد.
رسانه‌ها و پلیس به عمارت می‌رسند که روزنامه‌نگار حلقه استارک‌ودر و همدستی پلیس را افشا می‌کند، که منجر به پیگرد جنایی شافر به اتهام فساد می‌شود. پول نقد اما در هیچ کجا یافت نمی شود.

## توسعه
Rockstar North توسعه Manhunt را در اواسط اوایل دهه نود آغاز کرد و بازی را با موتور RenderWare ساخت که برای عناوین Grand Theft Auto استفاده شده بود. در سپتامبر 2003، GamesMaster پیش‌نمایش Manhunt را منتشر کرد و اظهار داشت: «[Rockstar North] تخیل خود را به کار انداخت تا روش ساخت بازی‌ها در آینده را بیشتر بچرخاند و حمله‌ای بدون عذرخواهی به استانداردهای بازی ارائه کند. دارای یک ظرافت منحرف شده است که واقعیت بازی را زیر سوال می برد... تجربه ای بی ثمر، خشن و خشونت آمیز ایجاد می کند و سپس آن را با یک چیز هولناک سوراخ می کند و تاریک کمیک..." در یک قطعه گذشته نگر، یکی از کارمندان سابق راک استار اعتراف کرد که بازی تقریباً باعث شورش در شرکت شده است، و گفت که تیم "از قبل جنجال های زیادی را در مورد GTA III و Vice City پشت سر گذاشته بود. هیچ غریبه ای برای آن وجود ندارد - اما Manhunt با GTA احساس متفاوتی داشت، ما همیشه این بهانه را داشتیم که گیم پلی باز شده است - شما هرگز مجبور نیستید به کسی آسیب برسانید. در یکی از ماموریت‌ها «آدم بد» نبود، اگر می‌خواستید می‌توانید کاملاً اخلاقی بازی کنید، و به هر حال بازی تقلیدکننده بود، پس سبک‌تر باشید».
Manhunt در E3 در می 2003 اعلام شد. این بازی در ابتدا برای تاریخ انتشار اکتبر در نظر گرفته شده بود، و در نهایت برای پلی استیشن 2 در 19 نوامبر 2003 در آمریکای شمالی منتشر شد، و پس از آن در اروپا در 21 نوامبر منتشر شد. در طول اولین ماه فروش آن، این بازی 75000 نسخه در ایالات متحده فروخت، "کسری" از نسخه های فروخته شده توسط Grand Theft Auto III و Grand Theft Auto: Vice City، بازی هایی که توسط Rockstar نیز توزیع شده اند. با وجود این فروش نسبتاً ضعیف، بازی یک پورت برای ویندوز و ایکس باکس دریافت کرد که در آمریکای شمالی در 20 آوریل 2004 و در اروپا در 23 آوریل منتشر شد. Rockstar کالاهای انحصاری، نسخه‌های محدود و پاداش‌های پیش‌سفارش مانند موسیقی‌های متن رسمی، چهره Piggsy و یک تغییر صدای دستی را منتشر کرد.
این بازی در ژانویه 2008 به Steam اضافه شد. Manhunt به صورت رایگان برای بازیکنانی که نسخه PC بازی Manhunt 2 را در نوامبر 2009 پیش خرید کرده بودند گنجانده شد. در 14 مه 2013، Manhunt برای خرید در PlayStation 3 تحت دسته PlayStation Network's PS2 Classics در دسترس قرار گرفت. در 22 مارس 2016 دوباره برای پلی استیشن 4 با کیفیت 1080p و پشتیبانی از تروفی منتشر شد.